# Danny Mathijssen
Danny Mathijssen (Bergen op Zoom, 17 maart 1983) is een Nederlands voormalig profvoetballer.

## Carrière
Mathijssen voetbalde bij amateurclub Vivoo waarna Willem II hem opnam in de jeugdopleiding. In zijn eerste seizoen bij Willem II, 2001/02, kwam hij tot 23 duels. Na 94 duels en twee doelpunten vertrok Mathijssen in 2005 transfervrij naar AZ. Nadat hij in zijn eerste halfjaar weinig aan bod kwam in Alkmaar, werd hij verhuurd aan RKC Waalwijk om daar het seizoen af te maken. Het seizoen daarop werd hij verhuurd aan NAC Breda. Daar kwam hij regelmatig in actie, maar kon hij niet voldoende overtuigen om een contract af te dwingen. Op 21 juni 2007 maakte Willem II bekend dat het Mathijssen teruhaalde naar Tilburg. Hij moest daar concurreren met Ibrahim Kargbo voor de positie van verdedigende middenvelder. Hij tekende een contract voor twee jaar. Vanaf de zomer van 2009 speelde hij geen betaald voetbal meer.
Nadat zijn profcarrière ten einde was, bleef Mathijssen wel spelen bij amateurverenigingen. In juni 2014 verruilde hij RKSV Cluzona voor RBC, waar hij ook trainer werd van de A-jeugd. Nadat de club in april 2016 hoofdtrainer Martijn van Galen ontsloeg, volgde Mathijssen hem op als trainer van het eerste elftal.